# NGC 5146
NGC 5146 ist eine 12,6 mag helle Linsenförmige Galaxie vom Hubble-Typ E-S0 im Sternbild Jungfrau und etwa 294 Millionen Lichtjahre von der Milchstraße entfernt.
Sie wurde am 9. Mai 1784 von Wilhelm Herschel mit einem 18,7-Zoll-Spiegelteleskop entdeckt, der sie dabei mit „vS, vF, stellar, verified with 240 power“ beschrieb.